# 4,4'-二硝基-3,3'-氧化偶氮呋咱
4,4'-二硝基-3,3'-氧化偶氮呋咱，简称二硝基氧化偶氮呋咱、DDF，是一种实验性的烈性炸药，爆炸威力与其他高密度爆炸物例如八硝基立方烷可以相提并论。它可由4-氨基-3-(叠氮羰基)呋咱的氧化偶联、Curtius重排、进一步氧化制得。